# Операция „Куин“
Операция Куин е англо-американска операция от Втората световна война насочена към германската отбранителна линия „Зигфрид“.
Върховно командване на Съюзниците планира голямо настъпление към река Рур. В него участват американските 1-ва и 9-а армия и части от британската 2-ра армия като целта е да се установят предмостия при Линих, Юлих и Дюрен. Задачата на 1-ва армия е да нанесе основния удар през Хюргенската гора. 9-а армия трябва да напредне на север от гората през равнините на Рур. Британският XXX корпус заедно с единици от американския XIII корпус имат за цел да редуцират Гейленкирхенската дъга на север като част от операция „Клипер“. Дългосрочната цел след преминаването на Рур е да се достигне Рейн и да установят предмостия в Крефелд и Дюселдорф, за да осигури настъплението в Германия след зимата. Голям брой американски и британски стратегически бомбардировачи са отделени да извършат поредица от тактически нападения в района, за да прекъснат линиите за доставка, да унищожат инфраструктурата и да атакуват германските позиции. Eighth Air Force трябва да бомбардира укрепленията около Ешвайлер и Алденховен, докато средните бомбардировачи от Ninth Air Force трябва да атакуват втората защитна линия около Юлих и Лангервехе. В същото време бомбардировачите на Кралските военновъздушни сили трябва да атакуват Юлих и Дюрен, а по-малките градове Хайнсберг, Еркеленц и Хюкелхофен са определени като вторични цели.
Началната дата на настъплението е определена за 5 ноември. Впоследствие е отложена за 10 ноември, но лошото време я забавя до 16 ноември. Наземното настъпление трябва да започне веднага след въздушните нападения, за да не позволи на защитниците да възстановят укрепленията, доставките и комуникациите.
В същото време изчерпвайки своите стратегически опции, Вермахтът планира контранастъпление на запад, с кодово име Wacht am Rhein. Първият проект на плана е завършен тайно през октомври 1944 г. и е насочен срещу Ардените, по подобие на успешната кампания през 1940 г. срещу Франция. Планът изисква най-добрите подразделения на Вермахта да не бъдат използвани в есенните боеве, за да получат време за попълване на личния състав преди планираното настъпление. За успешното изпълнение на плана запазването на фронтовата линията по река Рур се счита за абсолютно важно, за да се предотврати атака по фланга от страна на съюзниците. Германският план за кампанията от ноември до декември разчита на успешна защита по река Рур с минимум от налични сили до началото на Арденската офанзива.
Германците контролират язовирите на Рур и могат да наводнят долината на Рур и всичко останало по течението до Маас и до Холандия. Това може да доведе до мащабни разрушения, унищожаване на съюзните мостове над Рур и изолиране на всички войски източно от реката. До този момент Съюзниците не осъзнават напълно стратегическото значение на язовирите и само дни преди края на офанзивата правят първи стъпки към овладяването им.
Операция Куин не успява да изпълни целите си. В началото на офанзивата Съюзниците планират това да бъде само част от дълбоко проникване в Германия и достигане до река Рейн. След едномесечни тежки боеве американските войски едва успяват да стигнат до Рур. Не успяват да изградят предмостие, а германците все още контролират райони западно от реката. Важните язовири Рур все още са в германски ръце, заплашвайки всякакви по-нататъшни офанзивни операции. Без да знаят за предстоящата германска офанзива, Съюзниците планират най-ранната дата за голямо настъпление в Германия за средата на януари.
Вермахтът успява успешно да забави американското настъпление към Рур. Фронтовата линия при реката е удържана, което позволява завършване на подготовката за предстоящата Арденска офанзива. Германия успява да събере достатъчно войски за изненадващо настъпление, което започва на 16 декември и позволява на немците да постигнат краткотрайни успехи. Между 14 и 26 януари 1945 г. по време на операция „Блеккок“ германските войски са изтласкани от района на Рьор. Едва през февруари 1945 г. съюзниците успяват да прекосят Рур и да отворят път към Рейн.
Арденската офанзива показа и липсата на дългосрочна стратегическа перспектива за Германия. Превъзходството на съюзниците по брой и оборудване не може да бъде преодоляно от Германия. Успешното задържане на линията на река Рур довежда само до удължаване на войната, причинявайки допълнителни разрушения и загуба на хора.